# Szarańczyn strąkowy

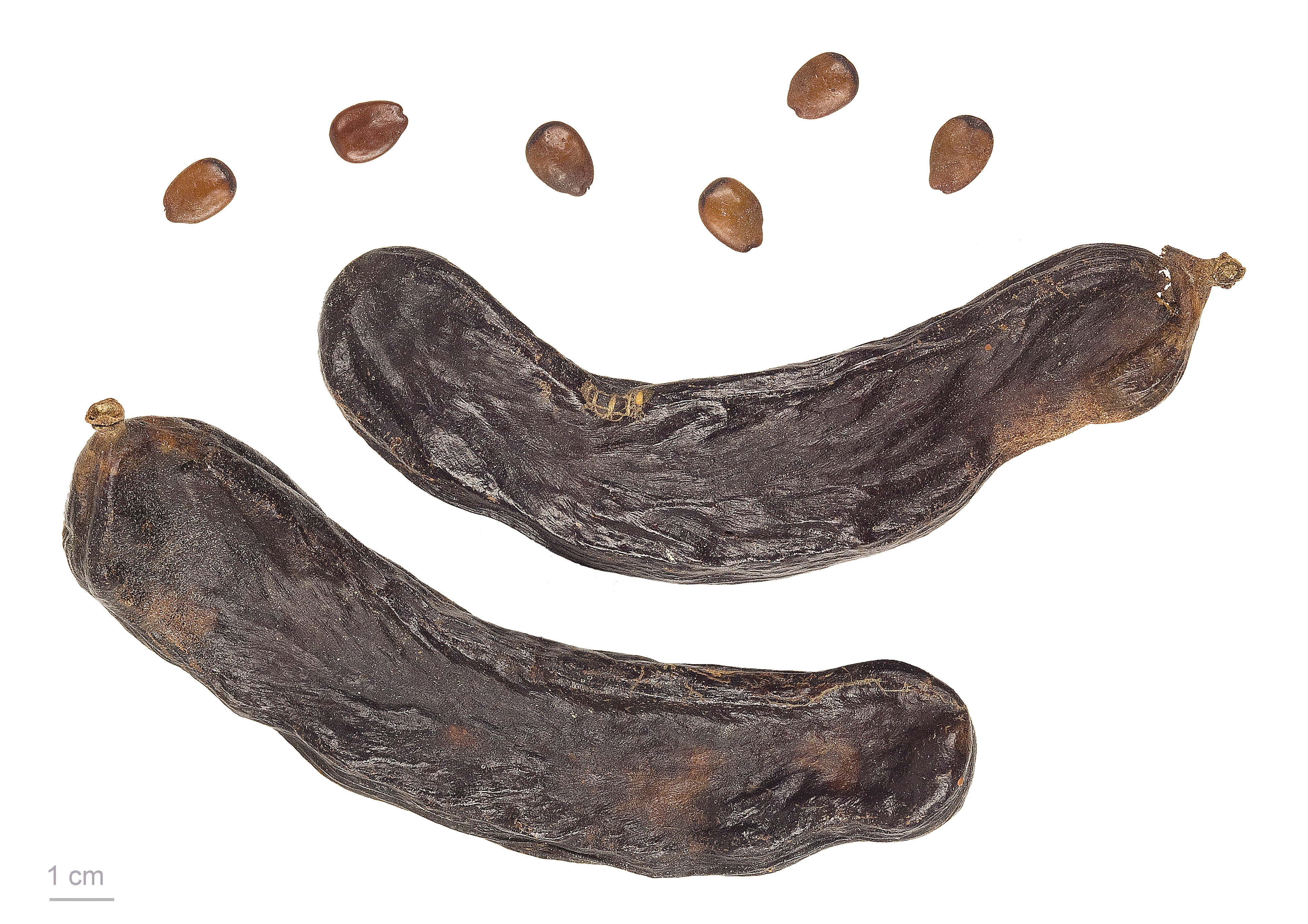
Owoce i nasiona

Szarańczyn strąkowy, drzewo karobowe, karob, ceratonia (Ceratonia siliqua L.) – gatunek zimozielonego drzewa należący do rodziny bobowatych. Występuje dziko i w uprawie w regionie śródziemnomorskim. W polskiej florze wymieniony jako gatunek przejściowo dziczejący (efemerofit). Strąki nazywane są chlebem świętojańskim. 

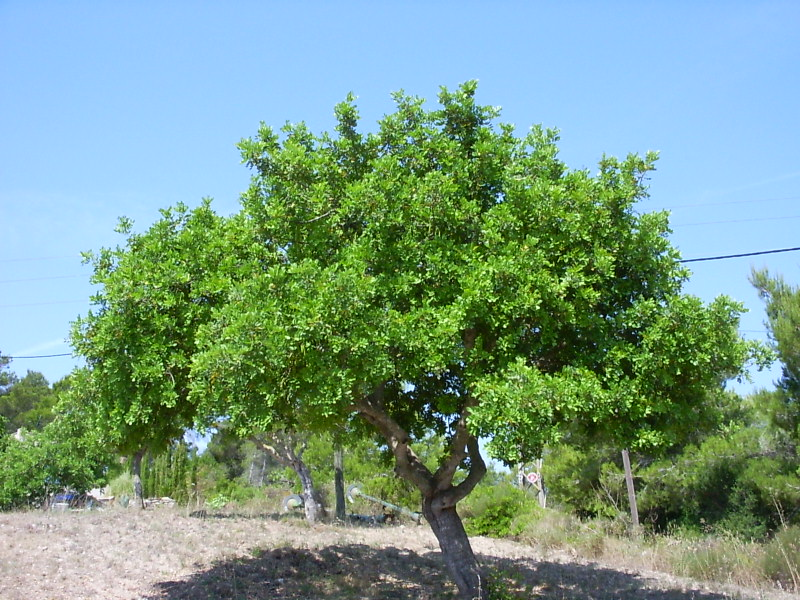
Pokrój

## Morfologia
PokrójDrzewo dorastające do 15 m, kora popękana w kolorze szarobrązowym, korona drzewa dość szeroka o nielicznych gałęziach.
LiścieSkrętoległe, skórzaste, parzysto-pierzaste, złożone z 5–9 listków, odwrotnie jajowatych lub okrągławych, krótkoogonkowych. Sztywne w dotyku, błyszczące i ciemnozielone. Liście opadają co dwa lata w lipcu i tylko częściowo odnawiane są wiosną następnego roku (w kwietniu i maju).
KwiatyRozdzielnopłciowe, bez korony, kwiat męski z 5 pręcikami, kwiat żeński z 1 słupkiem. Zebrane w groniaste lub kotkowate kwiatostany.
OwoceDuże strąki w skórzastej okrywie – do 20 cm długości i 2 cm szerokości, z miąższem miękkim, brązowawym. Owoce zawierają dużo małych nasion w kolorze brązowym.

## Zastosowanie
- Roślina uprawna: w rejonie Morza Śródziemnego oraz w Azji Mniejszej występują jego duże plantacje. Nie jest tam jednak powszechnie spożywany, służąc raczej jako roślina pastewna. Owoce, zawierające do 50% cukrów, do czasu rozpowszechnienia się trzciny cukrowej i buraków cukrowych były głównym źródłem cukru dla mieszkańców regionu. W smaku owoce przypominają osłodzone kakao, dlatego też używane są jako jego substytut, głównie ze względu na bardzo niską zawartość tłuszczu, hipoalergiczność oraz brak kofeiny. Wypiekom i polewom owoce przerobione na mąkę nadają ciemną barwę[6].
- Z owoców wyciskany jest sok o nazwie kaftan, który używany jest jako syrop do konserw owocowych oraz jako dodatek do wyrobu napojów alkoholowych. Zmielone i wypalone nasiona stanowią namiastkę kawy[7].
- Uzyskiwana z nasion guma karobowa (znana także jako mączka chleba świętojańskiego) używana jest jako substancja zagęszczająca i oznaczana symbolem E410. Karob znajduje zastosowanie również w przemyśle kosmetycznym, papierosowym, przy produkcji syropów, a nawet papieru.
- Dawniej nasiona karobu, ze względu na jednolity rozmiar i stałą masę (ok. 200 mg), służyły jako jednostka masy (używane dziś na określenie tej jednostki słowo karat, wywodzi się od greckiego słowa keration oznaczającego właśnie karob[8]).
- Strąk, sześć nasion szarańczynu i łuk wykonany z jego drewna znaleziono w Egipcie w wykopaliskach z czasów Średniego Państwa (2133 – ok. 1786 p.n.e.)[9].

## Obecność w kulturze
- W Przypowieści o synu marnotrawnym jest opis, jak z głodu żywił się on strąkami. Wszyscy badacze roślin biblijnych zgadzają się, że chodzi tutaj o strąki Ceratonia siliqua, który powszechnie występował w Ziemi Świętej w czasach biblijnych. Hebrajskie słowo określające szarańczyn strąkowy jest podobne do słowa oznaczającego szarańczę. Niektórzy przypuszczają, że zdanie w Ewangelii Mateusza (3,4) oraz Ewangelii Łukasza (15,16) o Janie Chrzcicielu, który żywił się szarańczą (w greckim oryginale tekstu – akris, szarańcza), oznacza, że w istocie żywił się strąkami szarańczynu. Stąd wzięła się nazwa drzewa oraz nazwa chleb świętojański – od Jana Chrzciciela. Jednak należy pamiętać, że szarańcza w owych czasach była dość często jadana przez ludzi, a nawet uważana za przysmak[9].
- W Talmudzie jest opowieść o rabinie Szymonie bar Jochaj, który ukrywając się w jaskiniach przed Rzymianami za cesarza Hadriana przez 13 lat żywił się strąkami szarańczynu[9].